# NBA Playoffs 1994
Gli NBA Playoffs 1994 si conclusero con la vittoria degli Houston Rockets (campioni della Western conference) che sconfissero i campioni della Eastern Conference, i New York Knicks.

## Squadre qualificate

### Eastern Conference
1. Atlanta Hawks
2. N.Y. Knicks
3. Chicago Bulls
4. Orlando Magic
5. Indiana Pacers
6. Cleveland Cavaliers
7. N.J. Nets
8. Miami Heat

### Western Conference
1. Seattle S.Sonics
2. Houston Rockets
3. Phoenix Suns
4. San Antonio Spurs
5. Utah Jazz
6. G.S. Warriors
7. Portland T. Blazers
8. Denver Nuggets

## Tabellone
|  | Primo turno | Primo turno         | Primo turno       |                    |                   | Conference Semifinali | Conference Semifinali | Conference Semifinali |  |   | Conference Finali | Conference Finali | Conference Finali |  |    | NBA Finali        | NBA Finali | NBA Finali |
|  |             |                     |                   |                    |                   |                       |                       |                       |  |   |                   |                   |                   |  |    |                   |            |            |
|  | 1           | Seattle S.Sonics *  | 2                 |                    |                   |                       |                       |                       |  |   |                   |                   |                   |  |    |                   |            |            |
|  | 8           | Denver Nuggets      | 3                 |                    |                   |                       |                       |                       |  |   |                   |                   |                   |  |    |                   |            |            |
|  | 8           | Denver Nuggets      | 3                 |                    | 8                 | Denver Nuggets        | 3                     |                       |  |   |                   |                   |                   |  |    |                   |            |            |
|  |             |                     |                   |                    | 8                 | Denver Nuggets        | 3                     |                       |  |   |                   |                   |                   |  |    |                   |            |            |
|  |             | 5                   | Utah Jazz         | 4                  |                   |                       |                       |                       |  |   |                   |                   |                   |  |    |                   |            |            |
|  | 4           | 5                   | Utah Jazz         | 4                  | San Antonio Spurs | 1                     |                       |                       |  |   |                   |                   |                   |  |    |                   |            |            |
|  | 4           |                     |                   |                    | San Antonio Spurs | 1                     |                       |                       |  |   |                   |                   |                   |  |    |                   |            |            |
|  | 5           | Utah Jazz           | 3                 |                    |                   |                       |                       |                       |  |   |                   |                   |                   |  |    |                   |            |            |
|  | 5           | Utah Jazz           | 3                 |                    |                   |                       |                       |                       |  | 5 | Utah Jazz         | 1                 |                   |  |    |                   |            |            |
|  |             |                     |                   | Western Conference |                   |                       |                       |                       |  | 5 | Utah Jazz         | 1                 |                   |  |    |                   |            |            |
|  |             | 2                   | Houston Rockets * | 4                  |                   |                       |                       |                       |  |   |                   |                   |                   |  |    |                   |            |            |
|  | 3           | 2                   | Houston Rockets * | 4                  | Phoenix Suns      | 3                     |                       |                       |  |   |                   |                   |                   |  |    |                   |            |            |
|  | 3           |                     |                   |                    | Phoenix Suns      | 3                     |                       |                       |  |   |                   |                   |                   |  |    |                   |            |            |
|  | 6           | G.S. Warriors       | 0                 |                    |                   |                       |                       |                       |  |   |                   |                   |                   |  |    |                   |            |            |
|  | 6           | G.S. Warriors       | 0                 |                    | 3                 | Phoenix Suns          | 3                     |                       |  |   |                   |                   |                   |  |    |                   |            |            |
|  |             |                     |                   |                    | 3                 | Phoenix Suns          | 3                     |                       |  |   |                   |                   |                   |  |    |                   |            |            |
|  |             | 2                   | Houston Rockets * | 4                  |                   |                       |                       |                       |  |   |                   |                   |                   |  |    |                   |            |            |
|  | 2           | 2                   | Houston Rockets * | 4                  | Houston Rockets * | 3                     |                       |                       |  |   |                   |                   |                   |  |    |                   |            |            |
|  | 2           |                     |                   |                    | Houston Rockets * | 3                     |                       |                       |  |   |                   |                   |                   |  |    |                   |            |            |
|  | 7           | Portland T. Blazers | 1                 |                    |                   |                       |                       |                       |  |   |                   |                   |                   |  |    |                   |            |            |
|  | 7           | Portland T. Blazers | 1                 |                    |                   |                       |                       |                       |  |   |                   |                   |                   |  | W2 | Houston Rockets * | 4          |            |
|  |             |                     |                   |                    |                   |                       |                       |                       |  |   |                   |                   |                   |  | W2 | Houston Rockets * | 4          |            |
|  |             | E2                  | N.Y. Knicks *     | 3                  |                   |                       |                       |                       |  |   |                   |                   |                   |  |    |                   |            |            |
|  | 1           | E2                  | N.Y. Knicks *     | 3                  | Atlanta Hawks *   | 3                     |                       |                       |  |   |                   |                   |                   |  |    |                   |            |            |
|  | 1           |                     |                   |                    | Atlanta Hawks *   | 3                     |                       |                       |  |   |                   |                   |                   |  |    |                   |            |            |
|  | 8           | Miami Heat          | 2                 |                    |                   |                       |                       |                       |  |   |                   |                   |                   |  |    |                   |            |            |
|  | 8           | Miami Heat          | 2                 |                    | 1                 | Atlanta Hawks *       | 2                     |                       |  |   |                   |                   |                   |  |    |                   |            |            |
|  |             |                     |                   |                    | 1                 | Atlanta Hawks *       | 2                     |                       |  |   |                   |                   |                   |  |    |                   |            |            |
|  |             | 5                   | Indiana Pacers    | 4                  |                   |                       |                       |                       |  |   |                   |                   |                   |  |    |                   |            |            |
|  | 4           | 5                   | Indiana Pacers    | 4                  | Orlando Magic     | 0                     |                       |                       |  |   |                   |                   |                   |  |    |                   |            |            |
|  | 4           |                     |                   |                    | Orlando Magic     | 0                     |                       |                       |  |   |                   |                   |                   |  |    |                   |            |            |
|  | 5           | Indiana Pacers      | 3                 |                    |                   |                       |                       |                       |  |   |                   |                   |                   |  |    |                   |            |            |
|  | 5           | Indiana Pacers      | 3                 |                    |                   |                       |                       |                       |  | 5 | Indiana Pacers    | 3                 |                   |  |    |                   |            |            |
|  |             |                     |                   | Eastern Conference |                   |                       |                       |                       |  | 5 | Indiana Pacers    | 3                 |                   |  |    |                   |            |            |
|  |             | 2                   | N.Y. Knicks *     | 4                  |                   |                       |                       |                       |  |   |                   |                   |                   |  |    |                   |            |            |
|  | 3           | 2                   | N.Y. Knicks *     | 4                  | Chicago Bulls     | 3                     |                       |                       |  |   |                   |                   |                   |  |    |                   |            |            |
|  | 3           |                     |                   |                    | Chicago Bulls     | 3                     |                       |                       |  |   |                   |                   |                   |  |    |                   |            |            |
|  | 6           | Cleveland Cavaliers | 0                 |                    |                   |                       |                       |                       |  |   |                   |                   |                   |  |    |                   |            |            |
|  | 6           | Cleveland Cavaliers | 0                 |                    | 3                 | Chicago Bulls         | 3                     |                       |  |   |                   |                   |                   |  |    |                   |            |            |
|  |             |                     |                   |                    | 3                 | Chicago Bulls         | 3                     |                       |  |   |                   |                   |                   |  |    |                   |            |            |
|  |             | 2                   | N.Y. Knicks *     | 4                  |                   |                       |                       |                       |  |   |                   |                   |                   |  |    |                   |            |            |
|  | 2           | 2                   | N.Y. Knicks *     | 4                  | N.Y. Knicks *     | 3                     |                       |                       |  |   |                   |                   |                   |  |    |                   |            |            |
|  | 2           |                     |                   |                    | N.Y. Knicks *     | 3                     |                       |                       |  |   |                   |                   |                   |  |    |                   |            |            |
|  | 7           | N.J. Nets           | 1                 |                    |                   |                       |                       |                       |  |   |                   |                   |                   |  |    |                   |            |            |

Legenda
- * Vincitore Division
- "Grassetto" Vincitore serie
- "Corsivo" Squadra con fattore campo

## Eastern Conference

### Primo turno

#### (1) Atlanta Hawks - (8) Miami Heat
RISULTATO FINALE: 3-2
| Arbitri: | Dick Bavetta Steve Javie Ron Olesiak |

|               |          |             |
| K. Willis 17  | Punti    | S. Smith 22 |
| M. Blaylock 9 | Assist   | B. Coles 5  |
| K. Willis 16  | Rimbalzi | G. Rice 10  |

| Arbitri: | Ron Garretson David Jones Ed T. Rush |

|               |          |                                         |
| D. Manning 20 | Punti    | S. Smith 24                             |
| M. Blaylock 8 | Assist   | G. Rice, J. Salley, G. Long, B. Coles 2 |
| K. Willis 14  | Rimbalzi | S. Smith 9                              |

| Arbitri: | Nolan Fine Darell Garretson Jack Nies |

|               |          |              |
| S. Smith 25   | Punti    | C. Ehlo 20   |
| B. Shaw 4     | Assist   | D. Manning 8 |
| R. Seikaly 20 | Rimbalzi | K. Willis 13 |

| Arbitri: | Hugh Evans Paul Mihalak Ronnie Nunn |

|              |          |                |
| B. Coles 18  | Punti    | M. Blaylock 29 |
| B. Coles 7   | Assist   | M. Blaylock 7  |
| R. Seikaly 8 | Rimbalzi | K. Willis 14   |

| Arbitri: | Mike Mathis Bill Oakes Jake O'Donnell |

|                |          |              |
| K. Willis 24   | Punti    | G. Long 22   |
| M. Blaylock 18 | Assist   | R. Seikaly 4 |
| K. Willis 12   | Rimbalzi | G. Long 10   |

PRECEDENTI IN REGULAR SEASON
| Regular Season 1993-94 | Atlanta Hawks | 3 – 1                                                         | Miami Heat | Referto 1 - Referto 2 - Referto 3 - Referto 4 |
| Miami Heat 92 Atlanta Hawks 114 Atlanta Hawks 100 Miami Heat 94 Punti 95 Atlanta Hawks 98 Miami Heat 90 Miami Heat 89 Atlanta Hawks |               |                                                               |            |                                               |
| |               |                                                               |            |                                               |
| Miami Heat 92 Atlanta Hawks 114 Atlanta Hawks 100 Miami Heat 94                                                                     | Punti         | 95 Atlanta Hawks 98 Miami Heat 90 Miami Heat 89 Atlanta Hawks |            |                                               |

PRECEDENTI NEI PLAYOFF

Si è trattata della prima sfida tra le due squadre ai playoff.

#### (2) New York Knicks - (7) New Jersey Nets
RISULTATO FINALE: 3-1
| Arbitri: | Ed Middleton Bill Oakes Jake O'Donnell |

|             |          |               |
| P. Ewing 25 | Punti    | D. Coleman 27 |
| P. Ewing 5  | Assist   | K. Anderson 6 |
| P. Ewing 13 | Rimbalzi | D. Coleman 10 |

| Arbitri: | Mike Mathis Paul Mihalak Tommy Nunez Sr. |

|              |          |                                                  |
| C. Oakley 25 | Punti    | K. Anderson 21                                   |
| D. Harper 8  | Assist   | D. Coleman, K. Anderson, K. Edwards, C. Morris 3 |
| C. Oakley 24 | Rimbalzi | D. Coleman 21                                    |

| Arbitri: | Joey Crawford Hue Hollins Don Vaden |

|                |          |                       |
| D. Coleman 25  | Punti    | P. Ewing 27           |
| K. Anderson 11 | Assist   | D. Harper, H. Davis 4 |
| D. Coleman 17  | Rimbalzi | C. Oakley 16          |

| Arbitri: | Jim Clark Darell Garretson Steve Javie |

|               |          |                        |
| D. Coleman 31 | Punti    | P. Ewing 36            |
| K. Anderson 7 | Assist   | C. Oakley, J. Starks 4 |
| D. Coleman 9  | Rimbalzi | P. Ewing 14            |

PRECEDENTI IN REGULAR SEASON
| Regular Season 1993-94 | N.Y. Knicks | 1 – 4                                                                                          | N.J. Nets | Referto 1 - Referto 2 - Referto 3 - Referto 4, Referto 5 |
| New Jersey Nets 85 New York Knicks 95 New Jersey Nets 103 New York Knicks 97 New Jersey Nets 107 Punti 81 New York Knicks 97 New Jersey Nets 83 New York Knicks 86 New Jersey Nets 88 New York Knicks |             |                                                                                                |           |                                                          |
| |             |                                                                                                |           |                                                          |
| New Jersey Nets 85 New York Knicks 95 New Jersey Nets 103 New York Knicks 97 New Jersey Nets 107 | Punti       | 81 New York Knicks 97 New Jersey Nets 83 New York Knicks 86 New Jersey Nets 88 New York Knicks |           |                                                          |

PRECEDENTI NEI PLAYOFF
|  | N.Y. Knicks (1983) | 1 – 0 | N.J. Nets |  |

#### (3) Chicago Bulls - (6) Cleveland Cavaliers
RISULTATO FINALE: 3-0
| Arbitri: | Nolan Fine Joe Forte Mike Mathis |

|              |          |               |
| S. Pippen 31 | Punti    | G. Wilkins 23 |
| P. Myers 6   | Assist   | M. Price 5    |
| S. Pippen 12 | Rimbalzi | T. Hill 8     |

| Arbitri: | Ed Middleton Jack Nies Jake O'Donnell |

|              |          |                       |
| S. Pippen 22 | Punti    | G. Wilkins 28         |
| T. Kukoč 11  | Assist   | B. Phills, M. Price 4 |
| H. Grant 12  | Rimbalzi | T. Hill 10            |

| Arbitri: | Hue Hollins Jess Kersey Ronnie Nunn |

|              |          |              |
| C. Mills 25  | Punti    | S. Pippen 23 |
| G. Wilkins 7 | Assist   | S. Pippen 6  |
| T. Hill 13   | Rimbalzi | S. Pippen 11 |

PRECEDENTI NEI PLAYOFF
|  | Chicago Bulls (1988, 1989, 1992, 1993) | 4 – 0 | Cleveland Cavaliers |  |

#### (4) Orlando Magic - (5) Indiana Pacers
RISULTATO FINALE: 0-3
| Arbitri: | Dan Crawford Jess Kersey Eddie F. Rush |

|                |          |                       |
| S. O'Neal 24   | Punti    | R. Miller 24          |
| A. Hardaway 10 | Assist   | H. Workman 11         |
| S. O'Neal 19   | Rimbalzi | D. McKey, D. Davis 10 |

| Arbitri: | Dick Bavetta Jim Clark Steve Javie |

|                                       |          |               |
| A. Hardaway 31                        | Punti    | R. Miller 32  |
| A. Hardaway 7                         | Assist   | H. Workman 10 |
| L. Krystkowiak, S. O'Neal, A. Avent 7 | Rimbalzi | D. Davis 9    |

| Arbitri: | Ron Garretson Tommy Nunez Sr. Ed T. Rush |

|              |          |               |
| R. Miller 31 | Punti    | S. O'Neal 23  |
| D. McKey 6   | Assist   | A. Hardaway 4 |
| D. Davis 14  | Rimbalzi | S. O'Neal 14  |

PRECEDENTI NEI PLAYOFF

Si è trattata della prima sfida tra le due squadre ai playoff.

### Semifinali

#### (1) Atlanta Hawks - (5) Indiana Pacers
RISULTATO FINALE: 2-4
| Arbitri: | Darell Garretson Hue Hollins Lee Jones |

|               |          |              |
| D. Manning 21 | Punti    | R. Miller 18 |
| M. Blaylock 8 | Assist   | H. Workman 8 |
| K. Willis 10  | Rimbalzi | D. Davis 15  |

| Arbitri: | Joey Crawford Jack Nies Eddie F. Rush |

|                          |          |                         |
| K. Willis, D. Manning 20 | Punti    | R. Miller 12            |
| M. Blaylock 13           | Assist   | H. Workman, R. Miller 5 |
| K. Willis 15             | Rimbalzi | D. Davis 18             |

| Arbitri: | Dan Crawford Hugh Evans Joe Forte |

|              |          |                          |
| R. Smits 27  | Punti    | K. Willis 14             |
| H. Workman 7 | Assist   | M. Blaylock 7            |
| B. Scott 8   | Rimbalzi | K. Willis, D. Manning 10 |

| Arbitri: | Bob Delaney Jack Madden Mike Mathis |

|                      |          |                        |
| R. Miller 25         | Punti    | D. Manning 35          |
| H. Workman 8         | Assist   | M. Blaylock, C. Ehlo 5 |
| R. Smits, D. McKey 8 | Rimbalzi | A. Lang 8              |

| Arbitri: | Ron Garretson Steve Javie Ed T. Rush |

|                |          |              |
| C. Ehlo 22     | Punti    | R. Miller 22 |
| M. Blaylock 13 | Assist   | H. Workman 9 |
| M. Blaylock 10 | Rimbalzi | D. McKey 13  |

| Arbitri: | Jess Kersey Jake O'Donnell Bennett Salvatore |

|                                   |          |                                   |
| R. Smits 27                       | Punti    | M. Blaylock 23 "                  |
| H. Workman 10                     | Assist   | S. Augmon, M. Blaylock, C. Ehlo 4 |
| A. Davis, H. Workman, D. McKey 10 | Rimbalzi | D. Manning 10                     |

PRECEDENTI IN REGULAR SEASON
| Regular Season 1993-94 | Atlanta Hawks | 3 – 2                                                                                    | Indiana Pacers | Referto 1 - Referto 2 - Referto 3 - Referto 4, Referto 5 |
| Atlanta Hawks 116 Atlanta Hawks 81 Indiana Pacers 94 Atlanta Hawks 90 Indiana Pacers 78 Punti 110 Indiana Pacers 99 Indiana Pacers 91 Atlanta Hawks 88 Indiana Pacers 81 Atlanta Hawks |               |                                                                                          |                |                                                          |
| |               |                                                                                          |                |                                                          |
| Atlanta Hawks 116 Atlanta Hawks 81 Indiana Pacers 94 Atlanta Hawks 90 Indiana Pacers 78                                                                                                | Punti         | 110 Indiana Pacers 99 Indiana Pacers 91 Atlanta Hawks 88 Indiana Pacers 81 Atlanta Hawks |                |                                                          |

PRECEDENTI NEI PLAYOFF
|  | Atlanta Hawks (1987) | 1 – 0 | Indiana Pacers |  |

#### (2) New York Knicks - (3) Chicago Bulls
RISULTATO FINALE: 4-3
| Arbitri: | Jack Madden Ed Middleton Ed T. Rush |

|                                                       |          |              |
| P. Ewing 18                                           | Punti    | S. Pippen 24 |
| G. Anthony, H. Davis, P. Ewing, C. Smith, J. Starks 3 | Assist   | S. Pippen 7  |
| P. Ewing 12                                           | Rimbalzi | L. Longley 8 |

| Arbitri: | Joe Forte Jess Kersey Bill Oakes |

|             |          |                             |
| P. Ewing 26 | Punti    | H. Grant, B.J. Armstrong 23 |
| A. Mason 6  | Assist   | B.J. Armstrong 6            |
| A. Mason 14 | Rimbalzi | B. Cartwright 10            |

| Arbitri: | Dick Bavetta Steve Javie Paul Mihalak |

|              |          |                       |
| S. Pippen 25 | Punti    | P. Ewing 34           |
| H. Grant 6   | Assist   | J. Starks 6           |
| H. Grant 8   | Rimbalzi | P. Ewing, C. Oakley 9 |

| Arbitri: | Ron Garretson Jake O'Donnell Bennett Salvatore |

|                       |          |                         |
| S. Pippen 25          | Punti    | P. Ewing 18             |
| T. Kukoč, S. Pippen 6 | Assist   | G. Anthony, J. Starks 6 |
| S. Pippen 8           | Rimbalzi | C. Oakley 17            |

| Arbitri: | Dan Crawford Darell Garretson Hue Hollins |

|              |          |                                             |
| P. Ewing 20  | Punti    | S. Pippen 23                                |
| G. Anthony 8 | Assist   | T. Kukoč, L. Longley, S. Pippen 4           |
| P. Ewing 13  | Rimbalzi | B.J. Armstrong, B. Cartwright, L. Longley 6 |

| Arbitri: | Hugh Evans Mike Mathis Jack Nies |

|                   |          |             |
| B.J. Armstrong 20 | Punti    | P. Ewing 26 |
| S. Pippen 5       | Assist   | J. Starks 7 |
| H. Grant 12       | Rimbalzi | P. Ewing 14 |

| Arbitri: | Joey Crawford Jack Madden Ed T. Rush |

|              |          |              |
| P. Ewing 18  | Punti    | S. Pippen 20 |
| P. Ewing 6   | Assist   | S. Pippen 5  |
| C. Oakley 20 | Rimbalzi | S. Pippen 16 |

PRECEDENTI IN REGULAR SEASON
| Regular Season 1993-94 | N.Y. Knicks | 3 – 1                                                                   | Chicago Bulls | Referto 1 - Referto 2 - Referto 3 - Referto 4 |
| Chicago Bulls 98 New York Knicks 86 New York Knicks 87 Chicago Bulls 76 Punti 86 New York Knicks 68 Chicago Bulls 78 Chicago Bulls 92 New York Knicks |             |                                                                         |               |                                               |
| |             |                                                                         |               |                                               |
| Chicago Bulls 98 New York Knicks 86 New York Knicks 87 Chicago Bulls 76                                                                               | Punti       | 86 New York Knicks 68 Chicago Bulls 78 Chicago Bulls 92 New York Knicks |               |                                               |

PRECEDENTI NEI PLAYOFF
|  | N.Y. Knicks | 0 – 5 | Chicago Bulls (1981, 1989, 1991, 1992, 1993) |  |

### Finale

#### (2) New York Knicks - (5) Indiana Pacers
RISULTATO FINALE: 4-3
| Arbitri: | Steve Javie Bill Oakes Jake O'Donnell |

|              |          |                       |
| P. Ewing 28  | Punti    | R. Smits 27           |
| J. Starks 6  | Assist   | H. Workman 7          |
| C. Oakley 13 | Rimbalzi | D. Davis, R. Smits 10 |

| Arbitri: | Darell Garretson Jess Kersey Eddie F. Rush |

|             |          |                        |
| P. Ewing 32 | Punti    | R. Miller 23           |
| D. Harper 8 | Assist   | D. McKey, H. Workman 6 |
| P. Ewing 13 | Rimbalzi | D. Davis 11            |

| Arbitri: | Dick Bavetta Joe Forte Mike Mathis |

|              |          |                         |
| D. McKey 15  | Punti    | C. Oakley, J. Starks 12 |
| H. Workman 7 | Assist   | G. Anthony 4            |
| A. Davis 10  | Rimbalzi | C. Oakley 9             |

| Arbitri: | Hugh Evans Hue Hollins Bennett Salvatore |

|                                   |          |              |
| R. Miller 31                      | Punti    | P. Ewing 25  |
| H. Workman 6                      | Assist   | J. Starks 4  |
| R. Miller, H. Workman, D. Davis 7 | Rimbalzi | C. Oakley 15 |

| Arbitri: | Dan Crawford Joey Crawford Jack Madden |

|              |          |              |
| P. Ewing 29  | Punti    | R. Miller 39 |
| J. Starks 8  | Assist   | R. Miller 6  |
| C. Oakley 13 | Rimbalzi | D. Davis 12  |

| Arbitri: | Darell Garretson Jess Kersey Ed T. Rush |

|                        |          |              |
| R. Miller 27           | Punti    | J. Starks 26 |
| D. McKey, V. Fleming 5 | Assist   | J. Starks 6  |
| A. Davis 9             | Rimbalzi | P. Ewing 10  |

| Arbitri: | Hugh Evans Mike Mathis Jake O'Donnell |

|             |          |                                  |
| P. Ewing 24 | Punti    | R. Miller 25                     |
| P. Ewing 7  | Assist   | D. McKey, H. Workman, D. Davis 8 |
| P. Ewing 22 | Rimbalzi | R. Smits, A. Davis 6             |

PRECEDENTI IN REGULAR SEASON
| Regular Season 1993-94 | N.Y. Knicks | 4 – 0                                                                      | Indiana Pacers | Referto 1 - Referto 2 - Referto 3 - Referto 4 |
| Indiana Pacers 84 New York Knicks 98 New York Knicks 88 Indiana Pacers 82 Punti 103 New York Knicks 91 Indiana Pacers 82 Indiana Pacers 85 New York Knicks |             |                                                                            |                |                                               |
| |             |                                                                            |                |                                               |
| Indiana Pacers 84 New York Knicks 98 New York Knicks 88 Indiana Pacers 82                                                                                  | Punti       | 103 New York Knicks 91 Indiana Pacers 82 Indiana Pacers 85 New York Knicks |                |                                               |

PRECEDENTI NEI PLAYOFF
|  | N.Y. Knicks (1993) | 1 – 0 | Indiana Pacers |  |

## Western Conference

### Primo turno

#### (1) Seattle SuperSonics - (8) Denver Nuggets
RISULTATO FINALE: 2-3
| Arbitri: | Hue Hollins Ed T. Rush Greg Willard |

|                       |          |              |
| D. Schrempf 21        | Punti    | B. Dele 15   |
| G. Payton 7           | Assist   | R. Pack 4    |
| S. Kemp, S. Perkins 9 | Rimbalzi | D. Mutombo 9 |

| Arbitri: | Dan Crawford Bennett Salvatore Bill Spooner |

|              |          |                      |
| G. Payton 18 | Punti    | L. Ellis 18          |
| S. Kemp 6    | Assist   | D. Mutombo 5         |
| S. Kemp 12   | Rimbalzi | L. Ellis, B. Dele 10 |

| Arbitri: | Bob Delaney Hugh Evans Bill Oakes |

|                |          |                |
| R. Williams 31 | Punti    | D. Schrempf 18 |
| R. Williams 8  | Assist   | G. Payton 5    |
| D. Mutombo 13  | Rimbalzi | D. Schrempf 6  |

| Arbitri: | Jack Madden Jake O'Donnell Eddie F. Rush |

|               |          |                           |
| L. Ellis 27   | Punti    | G. Payton, D. Schrempf 20 |
| R. Williams 6 | Assist   | V. Askew 5                |
| L. Ellis 17   | Rimbalzi | S. Kemp 13                |

| Arbitri: | Dick Bavetta Jess Kersey Jack Nies |

|             |          |               |
| K. Gill 22  | Punti    | R. Pack 23    |
| G. Payton 8 | Assist   | R. Williams 5 |
| S. Kemp 12  | Rimbalzi | B. Dele 19    |

PRECEDENTI IN REGULAR SEASON
| Regular Season 1993-94 | Seattle S.Sonics | 2 – 2                                                                             | Denver Nuggets | Referto 1 - Referto 2 - Referto 3 - Referto 4 |
| Seattle SuperSonics 118 Denver Nuggets 98 Seattle SuperSonics 111 Denver Nuggets 104 Punti 86 Denver Nuggets 91 Seattle SuperSonics 97 Denver Nuggets 90 Seattle SuperSonics |                  |                                                                                   |                |                                               |
| |                  |                                                                                   |                |                                               |
| Seattle SuperSonics 118 Denver Nuggets 98 Seattle SuperSonics 111 Denver Nuggets 104                                                                                         | Punti            | 86 Denver Nuggets 91 Seattle SuperSonics 97 Denver Nuggets 90 Seattle SuperSonics |                |                                               |

PRECEDENTI NEI PLAYOFF
|  | Seattle S.Sonics (1978) | 1 – 1 | Denver Nuggets (1988) |  |

#### (2) Houston Rockets - (7) Portland Trail Blazers
RISULTATO FINALE: 3-1
| Arbitri: | Hugh Evans Lee Jones Paul Mihalak |

|                        |          |               |
| H. Olajuwon 26         | Punti    | C. Drexler 26 |
| V. Maxwell, K. Smith 7 | Assist   | C. Drexler 6  |
| O. Thorpe 12           | Rimbalzi | C. Drexler 13 |

| Arbitri: | Joe Forte Darell Garretson Ken Mauer |

|                |          |                  |
| H. Olajuwon 46 | Punti    | C. Robinson 28   |
| S. Cassell 9   | Assist   | R. Strickland 12 |
| O. Thorpe 12   | Rimbalzi | C. Drexler 9     |

| Arbitri: | Dick Bavetta Jim Clark Dan Crawford |

|                             |          |                         |
| R. Strickland 25            | Punti    | H. Olajuwon 36          |
| R. Strickland 15            | Assist   | H. Olajuwon, R. Horry 6 |
| C. Robinson, B. Williams 10 | Rimbalzi | O. Thorpe 11            |

| Arbitri: | Ron Garretson Mike Mathis Bill Oakes |

|                  |          |                                     |
| R. Strickland 26 | Punti    | H. Olajuwon 28                      |
| R. Strickland 7  | Assist   | H. Olajuwon, K. Smith, V. Maxwell 3 |
| C. Drexler 13    | Rimbalzi | H. Olajuwon 16                      |

PRECEDENTI IN REGULAR SEASON
| Regular Season 1993-94 | Houston Rockets | 4 – 0                                                                                       | Portland T. Blazers | Referto 1 - Referto 2 - Referto 3 - Referto 4 |
| Portland Trail Blazers 92 Houston Rockets 106 Houston Rockets 105 Portland Trail Blazers 110 Punti 106 Houston Rockets 95 Portland Trail Blazers 99 Portland Trail Blazers 119 Houston Rockets |                 |                                                                                             |                     |                                               |
| |                 |                                                                                             |                     |                                               |
| Portland Trail Blazers 92 Houston Rockets 106 Houston Rockets 105 Portland Trail Blazers 110                                                                                                   | Punti           | 106 Houston Rockets 95 Portland Trail Blazers 99 Portland Trail Blazers 119 Houston Rockets |                     |                                               |

PRECEDENTI NEI PLAYOFF
|  | Houston Rockets (1987) | 1 – 0 | Portland T. Blazers |  |

#### (3) Phoenix Suns - (6) Golden State Warriors
RISULTATO FINALE: 3-0
| Arbitri: | Joey Crawford Terry Durham Bennett Salvatore |

|                          |          |                |
| C. Barkley 36            | Punti    | B. Owens 27    |
| C. Barkley, K. Johnson 7 | Assist   | L. Sprewell 10 |
| C. Barkley 19            | Rimbalzi | B. Owens 17    |

| Arbitri: | Hugh Evans Lee Jones Jack Madden |

|               |          |              |
| K. Johnson 38 | Punti    | C. Mullin 32 |
| K. Johnson 9  | Assist   | C. Webber 9  |
| A. Green 10   | Rimbalzi | C. Webber 10 |

| Arbitri: | Mike Mathis Bill Oakes Greg Willard |

|                         |          |               |
| C. Mullin 30            | Punti    | C. Barkley 56 |
| C. Webber 13            | Assist   | K. Johnson 12 |
| C. Webber, C. Gatling 8 | Rimbalzi | C. Barkley 14 |

PRECEDENTI NEI PLAYOFF
|  | Phoenix Suns (1976, 1989) | 2 – 0 | G.S. Warriors |  |

#### (4) San Antonio Spurs - (5) Utah Jazz
RISULTATO FINALE: 1-3
| Arbitri: | Darell Garretson Ronnie Nunn Don Vaden |

|                |          |               |
| D. Robinson 25 | Punti    | K. Malone 36  |
| D. Robinson 7  | Assist   | J. Stockton 8 |
| D. Rodman 11   | Rimbalzi | K. Malone 10  |

| Arbitri: | Bob Delaney Jess Kersey Eddie F. Rush |

|                |          |               |
| N. Knight 16   | Punti    | K. Malone 23  |
| V. Del Negro 5 | Assist   | J. Stockton 5 |
| D. Rodman 17   | Rimbalzi | K. Malone 14  |

| Arbitri: | Terry Durham Jack Madden Jake O'Donnell |

|                |          |                             |
| K. Malone 24   | Punti    | D. Robinson, A. Carr 16     |
| J. Stockton 12 | Assist   | V. Del Negro, N. Knight 4   |
| K. Malone 13   | Rimbalzi | D. Robinson, T. Cummings 11 |

| Arbitri: | Dick Bavetta Dan Crawford Joe Forte |

|                |          |                |
| K. Malone 34   | Punti    | D. Robinson 27 |
| J. Stockton 18 | Assist   | W. Anderson 7  |
| K. Malone 12   | Rimbalzi | D. Rodman 20   |

PRECEDENTI NEI PLAYOFF

Si è trattata della prima sfida tra le due squadre ai playoff.
PRECEDENTI NEI PLAYOFF ABA
|  | Dallas Chaparrals | 0 – 3 | Utah Stars (1970, 1971, 1972) |  |

### Semifinali

#### (5) Utah Jazz - (8) Denver Nuggets
RISULTATO FINALE: 4-3
| Arbitri: | Hugh Evans Bennett Salvatore Greg Willard |

|                |          |                 |
| K. Malone 25   | Punti    | D. Mutombo 20   |
| J. Stockton 11 | Assist   | M. Abdul-Rauf 5 |
| K. Malone 10   | Rimbalzi | L. Ellis 12     |

| Arbitri: | Jim Clark Ron Garretson Mike Mathis |

|               |          |                  |
| K. Malone 32  | Punti    | M. Abdul-Rauf 23 |
| J. Stockton 8 | Assist   | R. Pack 6        |
| K. Malone 12  | Rimbalzi | D. Mutombo 13    |

| Arbitri: | Darell Garretson Bill Oakes Eddie F. Rush |

|               |          |                |
| L. Ellis 25   | Punti    | J. Hornacek 27 |
| R. Pack 8     | Assist   | J. Stockton 13 |
| D. Mutombo 13 | Rimbalzi | K. Malone 13   |

| Arbitri: | Jess Kersey Jack Nies Ronnie Nunn |

|                 |          |               |
| R. Williams 21  | Punti    | K. Malone 20  |
| M. Abdul-Rauf 6 | Assist   | J. Stockton 6 |
| D. Mutombo 11   | Rimbalzi | K. Malone 9   |

| Arbitri: | Joey Crawford Jack Madden Tommy Nunez Sr. |

|                          |          |                            |
| K. Malone 22             | Punti    | M. Abdul-Rauf, B. Stith 22 |
| J. Stockton 13           | Assist   | R. Pack 7                  |
| T. Corbin, F. Spencer 14 | Rimbalzi | L. Ellis 11                |

| Arbitri: | Dick Bavetta Joe Forte Ed T. Rush |

|                                     |          |               |
| D. Mutombo 23                       | Punti    | K. Malone 31  |
| D. Mutombo, L. Ellis, R. Williams 2 | Assist   | J. Stockton 7 |
| D. Mutombo 12                       | Rimbalzi | K. Malone 15  |

| Arbitri: | Steve Javie Jess Kersey Jake O'Donnell |

|               |          |                |
| K. Malone 31  | Punti    | R. Williams 17 |
| J. Stockton 9 | Assist   | R. Pack 3      |
| K. Malone 14  | Rimbalzi | D. Mutombo 17  |

PRECEDENTI IN REGULAR SEASON
| Regular Season 1993-94 | Utah Jazz | 4 – 1                                                                       | Denver Nuggets | Referto 1 - Referto 2 - Referto 3 - Referto 4, Referto 5 |
| Utah Jazz 103 Denver Nuggets 107 Denver Nuggets 95 Utah Jazz 101 Denver Nuggets 106 Punti 92 Denver Nuggets 98 Utah Jazz 96 Utah Jazz 91 Denver Nuggets 113 Utah Jazz |           |                                                                             |                |                                                          |
| |           |                                                                             |                |                                                          |
| Utah Jazz 103 Denver Nuggets 107 Denver Nuggets 95 Utah Jazz 101 Denver Nuggets 106                                                                                   | Punti     | 92 Denver Nuggets 98 Utah Jazz 96 Utah Jazz 91 Denver Nuggets 113 Utah Jazz |                |                                                          |

PRECEDENTI NEI PLAYOFF
|  | Utah Jazz (1984) | 1 – 1 | Denver Nuggets (1985) |  |

PRECEDENTI NEI PLAYOFF ABA
|  | Utah Stars (1970) | 1 – 1 | Denver Nuggets (1975) |  |

#### (2) Houston Rockets - (3) Phoenix Suns
RISULTATO FINALE: 4-3
| Arbitri: | Joey Crawford Bob Delaney Bennett Salvatore |

|                |          |                           |
| H. Olajuwon 36 | Punti    | C. Barkley 21             |
| R. Horry 8     | Assist   | K. Johnson, V. Maxwell 12 |
| H. Olajuwon 16 | Rimbalzi | C. Barkley 12             |

| Arbitri: | Dan Crawford Tommy Nunez Sr. Jake O'Donnell |

|                |          |                          |
| H. Olajuwon 31 | Punti    | C. Barkley 34            |
| V. Maxwell 9   | Assist   | C. Barkley, K. Johnson 6 |
| H. Olajuwon 17 | Rimbalzi | C. Barkley 15            |

| Arbitri: | Hue Hollins Ronnie Nunn Ed T. Rush |

|               |          |                |
| K. Johnson 38 | Punti    | V. Maxwell 34  |
| K. Johnson 12 | Assist   | S. Cassell 10  |
| C. Barkley 14 | Rimbalzi | H. Olajuwon 15 |

| Arbitri: | Dick Bavetta Steve Javie Paul Mihalak |

|               |          |                |
| K. Johnson 38 | Punti    | H. Olajuwon 28 |
| K. Johnson 12 | Assist   | H. Olajuwon 8  |
| C. Barkley 14 | Rimbalzi | O. Thorpe 13   |

| Arbitri: | Hugh Evans Joe Forte Jack Nies |

|                           |          |                       |
| H. Olajuwon, O. Thorpe 20 | Punti    | C. Barkley 30         |
| K. Smith 8                | Assist   | S. Henry, O. Miller 3 |
| H. Olajuwon 13            | Rimbalzi | O. Miller 7           |

| Arbitri: | Joey Crawford Jack Madden Eddie F. Rush |

|               |          |                |
| K. Johnson 28 | Punti    | H. Olajuwon 23 |
| K. Johnson 13 | Assist   | H. Olajuwon 5  |
| C. Barkley 15 | Rimbalzi | H. Olajuwon 12 |

| Arbitri: | Dick Bavetta Darell Garretson Bill Oakes |

|                |          |               |
| H. Olajuwon 37 | Punti    | K. Johnson 25 |
| S. Cassell 7   | Assist   | K. Johnson 11 |
| H. Olajuwon 17 | Rimbalzi | C. Barkley 15 |

PRECEDENTI IN REGULAR SEASON
| Regular Season 1993-94 | Houston Rockets | 2 – 2                                                                 | Phoenix Suns | Referto 1 - Referto 2 - Referto 3 - Referto 4 |
| Houston Rockets 99 Phoenix Suns 111 Houston Rockets 106 Phoenix Suns 113 Punti 95 Phoenix Suns 91 Houston Rockets 88 Phoenix Suns 98 Houston Rockets |                 |                                                                       |              |                                               |
| |                 |                                                                       |              |                                               |
| Houston Rockets 99 Phoenix Suns 111 Houston Rockets 106 Phoenix Suns 113                                                                             | Punti           | 95 Phoenix Suns 91 Houston Rockets 88 Phoenix Suns 98 Houston Rockets |              |                                               |

PRECEDENTI NEI PLAYOFF

Si è trattata della prima sfida tra le due squadre ai playoff.

### Finale

#### (2) Houston Rockets - (5) Utah Jazz
RISULTATO FINALE: 4-1
| Arbitri: | Ron Garretson Hue Hollins Mike Mathis |

|                |          |                |
| H. Olajuwon 31 | Punti    | K. Malone 20   |
| S. Cassell 7   | Assist   | J. Stockton 11 |
| R. Horry 11    | Rimbalzi | K. Malone 16   |

| Arbitri: | Dan Crawford Hugh Evans Bennett Salvatore |

|                |          |                         |
| H. Olajuwon 41 | Punti    | K. Malone 32            |
| K. Smith 7     | Assist   | J. Stockton 10          |
| H. Olajuwon 13 | Rimbalzi | K. Malone, F. Spencer 7 |

| Arbitri: | Joey Crawford Jack Madden Jack Nies |

|                |          |                |
| K. Malone 22   | Punti    | H. Olajuwon 29 |
| J. Stockton 11 | Assist   | H. Olajuwon 5  |
| K. Malone 16   | Rimbalzi | H. Olajuwon 13 |

| Arbitri: | Jess Kersey Bill Oakes Ed T. Rush |

|               |          |             |
| K. Malone 25  | Punti    | K. Smith 25 |
| J. Stockton 6 | Assist   | R. Horry 5  |
| K. Malone 14  | Rimbalzi | R. Horry 10 |

| Arbitri: | Dick Bavetta Steve Javie Jake O'Donnell |

|                          |          |               |
| R. Horry, H. Olajuwon 22 | Punti    | K. Malone 31  |
| S. Cassell 7             | Assist   | J. Stockton 9 |
| O. Thorpe 16             | Rimbalzi | F. Spencer 15 |

PRECEDENTI IN REGULAR SEASON
| Regular Season 1993-94 | Houston Rockets | 3 – 3 | Utah Jazz | Referto 1 - Referto 2 - Referto 3 - Referto 4, Referto 5 - Referto 6 |
| Utah Jazz 93 Houston Rockets 106 Utah Jazz 104 Houston Rockets 85 Utah Jazz 89 Houston Rockets 98 Punti 95 Houston Rockets (1 t.s.) 101 Utah Jazz 88 Houston Rockets 95 Utah Jazz 85 Houston Rockets 83 Utah Jazz |                 | |           |                                                                      |
| |                 | |           |                                                                      |
| Utah Jazz 93 Houston Rockets 106 Utah Jazz 104 Houston Rockets 85 Utah Jazz 89 Houston Rockets 98 | Punti           | 95 Houston Rockets (1 t.s.) 101 Utah Jazz 88 Houston Rockets 95 Utah Jazz 85 Houston Rockets 83 Utah Jazz |           |                                                                      |

PRECEDENTI NEI PLAYOFF
|  | Houston Rockets | 0 – 1 | Utah Jazz (1985) |  |

## NBA Finals 1994

### Houston Rockets - New York Knicks
RISULTATO FINALE
|  | Houston Rockets | 4 – 3 | N.Y. Knicks |  |

PRECEDENTI IN REGULAR SEASON
| Regular Season 1993-94                                                            | Houston Rockets | 2 – 0                                 | N.Y. Knicks | Referto 1 - Referto 2 |
| New York Knicks 85 Houston Rockets 93 Punti 94 Houston Rockets 73 New York Knicks |                 |                                       |             |                       |
|                                                                                   |                 |                                       |             |                       |
| New York Knicks 85 Houston Rockets 93                                             | Punti           | 94 Houston Rockets 73 New York Knicks |             |                       |

PRECEDENTI NEI PLAYOFF
|  | Houston Rockets (1975) | 1 – 0 | N.Y. Knicks |  |

#### Roster
| \| Pos. \| Num. \| Naz. \| Nome \| Altezza \| Peso \| Data nascita \| Provenienza \| \| ---- \| ---- \| ---- \| ----------------- \| ------- \| ------ \| ------------ \| ---------------------- \| \| G \| 1 \| \| Brooks, Scott \| 180 cm \| 75 kg \| 31-07-1965 \| UC Irvine \| \| A \| 50 \| \| Bullard, Matt \| 208 cm \| 98 kg \| 05-06-1967 \| Iowa \| \| G \| 10 \| \| Cassell, Sam \| 191 cm \| 84 kg \| 18-11-1969 \| Florida State \| \| A/C \| 35 \| \| Cureton, Earl \| 206 cm \| 95 kg \| 03-09-1957 \| Detroit-Mercy \| \| G/AP \| 17 \| \| Elie, Mario \| 196 cm \| 95 kg \| 26-11-1963 \| American International \| \| A \| 7 \| \| Herrera, Carl \| 206 cm \| 98 kg \| 14-12-1966 \| Houston \| \| A \| 25 \| \| Horry, Robert \| 206 cm \| 100 kg \| 25-08-1970 \| Alabama \| \| A \| 21 \| \| Jent, Chris \| 201 cm \| 100 kg \| 11-01-1970 \| Ohio State \| \| G \| 11 \| \| Maxwell, Vernon \| 193 cm \| 82 kg \| 12-09-1965 \| Florida \| \| C \| 34 \| \| Olajuwon, Hakeem \| 213 cm \| 116 kg \| 21-01-1963 \| Houston \| \| A/C \| 3 \| \| Petruška, Richard \| 208 cm \| 118 kg \| 25-01-1969 \| UCLA \| \| C \| 42 \| \| Riley, Eric \| 213 cm \| 111 kg \| 02-06-1970 \| Michigan \| \| G/AP \| 20 \| \| Robinson, Larry \| 191 cm \| 82 kg \| 11-01-1968 \| Centenary \| \| G \| 30 \| \| Smith, Kenny \| 191 cm \| 75 kg \| 08-03-1965 \| North Carolina \| \| A/C \| 33 \| \| Thorpe, Otis \| 206 cm \| 102 kg \| 05-08-1962 \| Providence \| | Allenatore - Rudy Tomjanovich Assistente/i - Carroll Dawson (Vice-allenatore) - Bill Berry (Vice-allenatore) - Larry Smith (Vice-allenatore) - Ray Melchiorre (Preparatore atletico) - Robert Barr (Preparatore fisico) Legenda - (C) Capitano - (FA) Free agent - (S) Sospeso - (TW) Contratto Two-way - (GL) Assegnato a squadra G League affiliata - Infortunato Roster • Transazioni · Ultima transazione: 30 giugno 1994 |                        |                   |         |        |              |                        |
| Pos. | Num. | Naz.                   | Nome              | Altezza | Peso   | Data nascita | Provenienza            |
| G | 1 | Stati Uniti (bandiera) | Brooks, Scott     | 180 cm  | 75 kg  | 31-07-1965   | UC Irvine              |
| A | 50 | Stati Uniti (bandiera) | Bullard, Matt     | 208 cm  | 98 kg  | 05-06-1967   | Iowa                   |
| G | 10 | Stati Uniti (bandiera) | Cassell, Sam      | 191 cm  | 84 kg  | 18-11-1969   | Florida State          |
| A/C | 35 | Stati Uniti (bandiera) | Cureton, Earl     | 206 cm  | 95 kg  | 03-09-1957   | Detroit-Mercy          |
| G/AP | 17 | Stati Uniti (bandiera) | Elie, Mario       | 196 cm  | 95 kg  | 26-11-1963   | American International |
| A | 7 | Venezuela (bandiera)   | Herrera, Carl     | 206 cm  | 98 kg  | 14-12-1966   | Houston                |
| A | 25 | Stati Uniti (bandiera) | Horry, Robert     | 206 cm  | 100 kg | 25-08-1970   | Alabama                |
| A | 21 | Stati Uniti (bandiera) | Jent, Chris       | 201 cm  | 100 kg | 11-01-1970   | Ohio State             |
| G | 11 | Stati Uniti (bandiera) | Maxwell, Vernon   | 193 cm  | 82 kg  | 12-09-1965   | Florida                |
| C | 34 | Nigeria (bandiera)     | Olajuwon, Hakeem  | 213 cm  | 116 kg | 21-01-1963   | Houston                |
| A/C | 3 | Slovacchia (bandiera)  | Petruška, Richard | 208 cm  | 118 kg | 25-01-1969   | UCLA                   |
| C | 42 | Stati Uniti (bandiera) | Riley, Eric       | 213 cm  | 111 kg | 02-06-1970   | Michigan               |
| G/AP | 20 | Stati Uniti (bandiera) | Robinson, Larry   | 191 cm  | 82 kg  | 11-01-1968   | Centenary              |
| G | 30 | Stati Uniti (bandiera) | Smith, Kenny      | 191 cm  | 75 kg  | 08-03-1965   | North Carolina         |
| A/C | 33 | Stati Uniti (bandiera) | Thorpe, Otis      | 206 cm  | 102 kg | 05-08-1962   | Providence             |

| \| Pos. \| Num. \| Naz. \| Nome \| Altezza \| Peso \| Data nascita \| Provenienza \| \| ---- \| ---- \| ---- \| ----------------- \| ------- \| ------ \| ------------ \| ---------------- \| \| A \| 42 \| \| Anderson, Eric \| 206 cm \| 100 kg \| 26-05-1970 \| Indiana \| \| G \| 50 \| \| Anthony, Greg \| 183 cm \| 80 kg \| 15-11-1967 \| UNLV \| \| G \| 20 \| \| Blackman, Rolando \| 198 cm \| 86 kg \| 26-02-1959 \| Kansas State \| \| A \| 4 \| \| Bonner, Anthony \| 203 cm \| 98 kg \| 08-06-1968 \| Saint Louis \| \| G/AP \| 9 \| \| Campbell, Tony \| 201 cm \| 98 kg \| 07-05-1962 \| Ohio State \| \| G \| 44 \| \| Davis, Hubert \| 196 cm \| 83 kg \| 17-05-1970 \| North Carolina \| \| C \| 33 \| \| Ewing, Patrick \| 213 cm \| 109 kg \| 05-08-1962 \| Georgetown \| \| G \| 7 \| \| Gaines, Corey \| 191 cm \| 88 kg \| 01-06-1965 \| Loyola Marymount \| \| G \| 11 \| \| Harper, Derek \| 193 cm \| 84 kg \| 13-10-1961 \| Illinois \| \| A \| 14 \| \| Mason, Anthony \| 201 cm \| 113 kg \| 14-12-1966 \| Tennessee State \| \| A/C \| 34 \| \| Oakley, Charles \| 203 cm \| 102 kg \| 18-12-1963 \| Virginia Union \| \| G/AP \| 35 \| \| Paddio, Gerald \| 201 cm \| 93 kg \| 21-04-1965 \| UNLV \| \| G \| 25 \| \| Rivers, Doc \| 193 cm \| 84 kg \| 13-10-1961 \| Marquette \| \| A/C \| 54 \| \| Smith, Charles D. \| 208 cm \| 104 kg \| 16-07-1965 \| Pittsburgh \| \| G \| 3 \| \| Starks, John \| 191 cm \| 82 kg \| 10-08-1965 \| Oklahoma State \| \| A/C \| 32 \| \| Williams, Herb \| 208 cm \| 110 kg \| 16-02-1958 \| Ohio State \| | Allenatore - Pat Riley Assistente/i - Dick Harter (Vice-allenatore) - Jeff Van Gundy (Vice-allenatore) - Jeff Nix (Vice-allenatore) - Bob Salmi (Vice-allenatore) - Mike Saunders (Preparatore atletico) - Tim Walsh (Preparatore atletico) Legenda - (C) Capitano - (FA) Free agent - (S) Sospeso - (TW) Contratto Two-way - (GL) Assegnato a squadra G League affiliata - Infortunato Roster • Transazioni · Ultima transazione: 30 giugno 1994 |                        |                   |         |        |              |                  |
| Pos. | Num. | Naz.                   | Nome              | Altezza | Peso   | Data nascita | Provenienza      |
| A | 42 | Stati Uniti (bandiera) | Anderson, Eric    | 206 cm  | 100 kg | 26-05-1970   | Indiana          |
| G | 50 | Stati Uniti (bandiera) | Anthony, Greg     | 183 cm  | 80 kg  | 15-11-1967   | UNLV             |
| G | 20 | Stati Uniti (bandiera) | Blackman, Rolando | 198 cm  | 86 kg  | 26-02-1959   | Kansas State     |
| A | 4 | Stati Uniti (bandiera) | Bonner, Anthony   | 203 cm  | 98 kg  | 08-06-1968   | Saint Louis      |
| G/AP | 9 | Stati Uniti (bandiera) | Campbell, Tony    | 201 cm  | 98 kg  | 07-05-1962   | Ohio State       |
| G | 44 | Stati Uniti (bandiera) | Davis, Hubert     | 196 cm  | 83 kg  | 17-05-1970   | North Carolina   |
| C | 33 | Stati Uniti (bandiera) | Ewing, Patrick    | 213 cm  | 109 kg | 05-08-1962   | Georgetown       |
| G | 7 | Stati Uniti (bandiera) | Gaines, Corey     | 191 cm  | 88 kg  | 01-06-1965   | Loyola Marymount |
| G | 11 | Stati Uniti (bandiera) | Harper, Derek     | 193 cm  | 84 kg  | 13-10-1961   | Illinois         |
| A | 14 | Stati Uniti (bandiera) | Mason, Anthony    | 201 cm  | 113 kg | 14-12-1966   | Tennessee State  |
| A/C | 34 | Stati Uniti (bandiera) | Oakley, Charles   | 203 cm  | 102 kg | 18-12-1963   | Virginia Union   |
| G/AP | 35 | Stati Uniti (bandiera) | Paddio, Gerald    | 201 cm  | 93 kg  | 21-04-1965   | UNLV             |
| G | 25 | Stati Uniti (bandiera) | Rivers, Doc       | 193 cm  | 84 kg  | 13-10-1961   | Marquette        |
| A/C | 54 | Stati Uniti (bandiera) | Smith, Charles D. | 208 cm  | 104 kg | 16-07-1965   | Pittsburgh       |
| G | 3 | Stati Uniti (bandiera) | Starks, John      | 191 cm  | 82 kg  | 10-08-1965   | Oklahoma State   |
| A/C | 32 | Stati Uniti (bandiera) | Williams, Herb    | 208 cm  | 110 kg | 16-02-1958   | Ohio State       |

#### Risultati
| Arbitri: | Joey Crawford Jack Madden Dick Bavetta |

|                                                                        |            |                                                                        |
| H. Olajuwon 28                                                         | Punti      | P. Ewing 23                                                            |
| K. Smith 5                                                             | Assist     | D. Harper 5                                                            |
| O. Thorpe 16                                                           | Rimbalzi   | C. Oakley 14                                                           |
| Horry, Maxwell, Olajuwon, Smith, Thorpe (Cassell, Elie, Herrera, Jent) | Formazioni | Ewing, Harper, Oakley, Smith, Starks (Anthony, Davis, Mason, Williams) |

| Arbitri: | Darell Garretson Ed T. Rush Hue Hollins |

|                                                                           |            |                                                                        |
| H. Olajuwon 25                                                            | Punti      | J. Starks 19                                                           |
| K. Smith 6                                                                | Assist     | J. Starks 9                                                            |
| O. Thorpe 12                                                              | Rimbalzi   | P. Ewing 13                                                            |
| Horry, Maxwell, Olajuwon, Smith, Thorpe (Bullard, Cassell, Elie, Herrera) | Formazioni | Ewing, Harper, Oakley, Smith, Starks (Anthony, Davis, Mason, Williams) |

| Arbitri: | Jake O'Donnell Jess Kersey Bill Oakes |

|                                                                      |            |                                                                  |
| D. Harper 21                                                         | Punti      | H. Olajuwon 21                                                   |
| J. Starks 9                                                          | Assist     | H. Olajuwon 7                                                    |
| P. Ewing 13                                                          | Rimbalzi   | H. Olajuwon 11                                                   |
| Ewing, Harper, Oakley, Smith, Starks (Bonner, Anthony, Davis, Mason) | Formazioni | Horry, Maxwell, Olajuwon, Smith, Thorpe (Cassell, Elie, Herrera) |

| Arbitri: | Hugh Evans Joey Crawford Mike Mathis |

|                                                               |            |                                                                           |
| D. Harper 21                                                  | Punti      | H. Olajuwon 32                                                            |
| D. Harper 5                                                   | Assist     | S. Cassell 5                                                              |
| C. Oakley 20                                                  | Rimbalzi   | O. Thorpe 10                                                              |
| Ewing, Harper, Oakley, Smith, Starks (Anthony, Bonner, Mason) | Formazioni | Horry, Maxwell, Olajuwon, Smith, Thorpe (Bullard, Cassell, Elie, Herrera) |

| Arbitri: | Darell Garretson Ed T. Rush Dick Bavetta |

|                                                                        |            |                                                                        |
| P. Ewing 25                                                            | Punti      | H. Olajuwon 27                                                         |
| D. Harper 7                                                            | Assist     | R. Horry 6                                                             |
| P. Ewing 12                                                            | Rimbalzi   | O. Thorpe 13                                                           |
| Ewing, Harper, Oakley, Smith, Starks (Anthony, Davis, Mason, Williams) | Formazioni | Horry, Maxwell, Olajuwon, Smith, Thorpe (Cassell, Elie, Herrera, Jent) |

| Arbitri: | Jake O'Donnell Jess Kersey Jack Madden |

|                                                                  |            |                                                                 |
| H. Olajuwon 30                                                   | Punti      | J. Starks 27                                                    |
| O. Thorpe 6                                                      | Assist     | D. Harper 10                                                    |
| H. Olajuwon, O. Thorpe 10                                        | Rimbalzi   | P. Ewing 15                                                     |
| Horry, Maxwell, Olajuwon, Smith, Thorpe (Cassell, Elie, Herrera) | Formazioni | Ewing, Harper, Oakley, Smith, Starks (Anthony, Mason, Williams) |

| Arbitri: | Hugh Evans Joey Crawford Ed T. Rush |

|                                                                                 |            |                                                              |
| H. Olajuwon 25                                                                  | Punti      | D. Harper 23                                                 |
| H. Olajuwon 7                                                                   | Assist     | D. Harper 5                                                  |
| H. Olajuwon 10                                                                  | Rimbalzi   | C. Oakley 14                                                 |
| Horry, Maxwell, Olajuwon, Smith, Thorpe (Cassell, Cureton, Elie, Herrera, Jent) | Formazioni | Ewing, Harper, Oakley, Smith, Starks (Anthony, Davis, Mason) |

| Campione NBA 1994         |
| ------------------------- |
| Houston Rockets 1º titolo |

#### Hall of famer
| NBA Finals | Atleta           | Squadra         | Anno |            |
| ---------- | ---------------- | --------------- | ---- | ---------- |
| Giocatore  | Hakeem Olajuwon  | Houston Rockets | 2008 | Giocatore  |
| Allenatore | Rudy Tomjanovich | Houston Rockets | 2020 | Allenatore |
| Giocatore  | Patrick Ewing    | N.Y. Knicks     | 2008 | Giocatore  |
| Allenatore | Pat Riley        | N.Y. Knicks     | 2008 | Allenatore |

#### MVP delle Finali
- #34 Hakeem Olajuwon, Houston Rockets.

## Squadra vincitrice

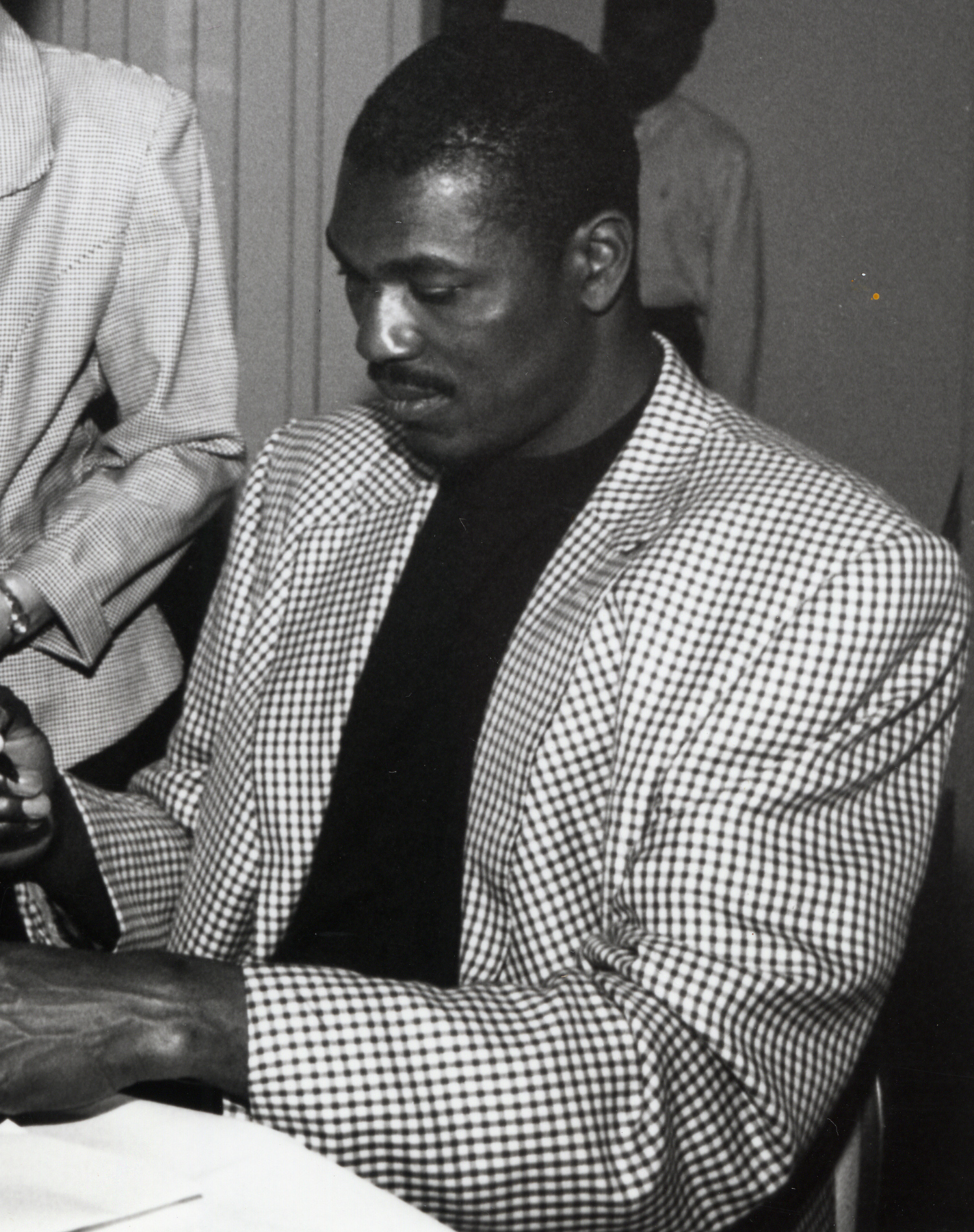
1. 34 Hakeem Olajuwon, Houston Rockets.

| N° | Naz.                   | Ruolo | Sportivo         |  | Alt. |  |
| -- | ---------------------- | ----- | ---------------- |  | ---- |  |
| 1  | Stati Uniti (bandiera) | P     | Scott Brooks     |  | 180  |  |
| 7  | Venezuela (bandiera)   | AG    | Carl Herrera     |  | 206  |  |
| 10 | Stati Uniti (bandiera) | P     | Sam Cassell      |  | 191  |  |
| 11 | Stati Uniti (bandiera) | G     | Vernon Maxwell   |  | 193  |  |
| 17 | Stati Uniti (bandiera) | GA    | Mario Elie       |  | 196  |  |
| 21 | Stati Uniti (bandiera) | AP    | Chris Jent       |  | 201  |  |
| 25 | Stati Uniti (bandiera) | A     | Robert Horry     |  | 208  |  |
| 30 | Stati Uniti (bandiera) | P     | Kenny Smith      |  | 188  |  |
| 33 | Stati Uniti (bandiera) | AG    | Otis Thorpe      |  | 208  |  |
| 34 | Nigeria (bandiera)     | C     | Hakeem Olajuwon  |  | 213  |  |
| 35 | Stati Uniti (bandiera) | AG    | Earl Cureton     |  | 206  |  |
| 50 | Stati Uniti (bandiera) | AG    | Matt Bullard     |  | 209  |  |
|    | Stati Uniti (bandiera) | All.  | Rudy Tomjanovich |  |      |  |

## Statistiche
Aggiornate al 4 ottobre 2021.
| Categoria | Singola prestazione           | Singola prestazione     | Singola prestazione | Media           | Media           | Media | Media |
| Categoria | Giocatore                     | Squadra                 | Max                 | Giocatore       | Squadra         | Media | PG    |
| --------- | ----------------------------- | ----------------------- | ------------------- | --------------- | --------------- | ----- | ----- |
| Punti     | Charles Barkley               | Phoenix Suns            | 56                  | Hakeem Olajuwon | Houston Rockets | 28,9  | 23    |
| Rimbalzi  | Charles Oakley                | N.Y. Knicks             | 24                  | Derrick Coleman | N.J. Nets       | 14,2  | 4     |
| Assist    | Mookie Blaylock John Stockton | Atlanta Hawks Utah Jazz | 18                  | John Stockton   | Utah Jazz       | 9,8   | 16    |